# Триоп (царь Аргоса)
Триоп (др.-греч. Τρίωψ «трёхглазый») — персонаж древнегреческой мифологии, седьмой царь Аргоса. Сын Форбанта, отец Иаса и Агенора, также Мессены.
Согласно Диодору, прибыв с эллинами, заселил Родос. Переселенцы, прибывшие с ним, также заселили Симу. В другой версии колонизация Родоса приписывается его тёзке.
В другой родословной Триоп — сын Пиранта и Каллирои, царь ахейцев, жена Ореасида, дети Ксанф и Инах.